# 泰勒诉伊利诺伊州案
泰勒诉伊利诺伊州案（英語：Taylor v. Illinois，484 U.S. 400 (1988)）是美国联邦最高法院裁决的一个1988年的司法案件。在该案中，法院认为在某些特殊情况下，可以拒绝某些被告一方的证人出庭作证，即使这样会对被告不利。最高法院之前曾在1967年的华盛顿诉德克萨斯州案中裁定，美利坚合众国宪法第六条修正案中的强制程序条款（即“被告有权......以强制程序取得对其有利的证人”）不仅适用于联邦法院，同样也适用于各州法院。而到了本案中，法院首次对被告的这一权利作出了限制，指出这样的权利并不是绝对的，在一些特殊情况下，为了“平衡公众利益”，如让审判能得以正常而迅速地进行，可以对被告取得证人的权利作出一定限制。
在泰勒案以前，最高法院对被告提出辩护的权利解释非常宽泛，但从本案开始，法院对这一权利作出了限制，要求被告一方遵守法庭规则，特别是那些对原告和被告有同等效果的规则。法院的这一决定是以5比3的投票结果作出的，大法官約翰·保羅·史蒂文斯起草了法院判决书中的主要意见书，首席大法官威廉·伦奎斯特、大法官桑德拉·戴·奧康納、安東寧·斯卡利亞和拜倫·懷特附议；大法官小威廉·布伦南和哈利·布萊克蒙分别撰写了不同意见，他们和大法官瑟古德·马歇尔认为不应该仅因一位被告的律师没有完全列出其证人名单就对被告的这一权利加以限制。

## 背景

### 证据开示规则的历史
被告证据开示程序是从1920年代开始在州法律中采用的:599。在这之后的几十年里，法院开始设立新的程序。例如在1962年，加利福尼亚州最高法院在没有相关法律先例的情况下规定控辩双方都要互相开示其所拥有的证据:599-600。但这一通过司法手段强制施行的规则导致了一系列问题开始浮现。控辩双方不但拒绝向对方公示自己拥有的证据，而且也没有建立起“不在场证据通知规则”，导致双方都无法正常进入法庭程序:599-600。1974年，加利福尼亚州最高法院要求州立法部门建立证据开示系统规则，结束了该州以司法手段制订证据开示规则的试验:600。
1970年，美国联邦最高法院首次认定了证据开示规则的合宪性。在威廉姆斯诉佛罗里达州案中，法院认为佛罗里达州的不在场证据通知规则并不违反联邦宪法第五条修正案:600-601。虽然威廉姆斯案中确立的规则是相互的，但一直又过了三年以后法院才在另一个案件中把证据开示规则的相互性强制规定为一般性原则。最高法院在该裁决中指出，案件庭审是为了“寻找真相”，因此任何一方都不能像打扑克一样把自己的证人或证据当成秘密隐藏起来:601。
法院的这些裁决制定了具体的证据开示程序，到了1967年的华盛顿诉德克萨斯州案中，最高法院扩大了被告的一般宪法权利。该案中，法院把宪法第六条修正案的强制程序条款合并应用到各州，而不是再像之前那样只对联邦政府有效。法院认为，任何旨在阻止被告一方证人作证的规则都是违宪的:602。不过法院并没有特别排除对违反证据开示规则的做法加以制裁的可能性，而只是推翻了一条德克萨斯州的一条规定同案多名被告不能相互作证的州法律:602-603。之后的二十年间，最高法院都没有对排除制裁的合宪性加以审查:479。

### 泰勒的庭审
1981年8月6日，雷·泰勒（Ray Taylor）因涉嫌在芝加哥的一场打斗中谋杀杰克·布里吉斯（Jack Bridges）而被捕。庭审开始前，检察官要求被告一方提供所有辩方证人的名单。泰勒的律师由此提供的名单上一共有四个名字，其中没有包括另外两名证人阿尔弗雷德·沃姆利（Alfred Wormley）和帕姆·伯克霍尔特（Pam Berkhalter）。庭审进入第二天时，被告一方提出请这两位证人出庭作证，主审法官认为，被告没有向检方提供这两名证人的名字:481，因此以不允许他们出庭作证来作为对被告一方的制裁。庭审法官对被告一方在庭审前就已经决定让沃姆利出庭作证，但却故意向控方隐瞒的做法感到特别恼火:609。
陪审团判决泰勒谋杀罪名成立，伊利诺伊州上诉法院也维持了初审判决。认为当一方违反证据开示原则时，主审法官可以排除该方希望呈庭的证据。上诉法院的裁决进一步给予庭审法官自由裁量权来作为这类情况下的适当补救措施，法官可以完全排除事先隐藏起来没有告知对方的证人或证据:482。
泰勒向联邦最高法院提出上诉，最高法院受理了案件。

## 法院意见

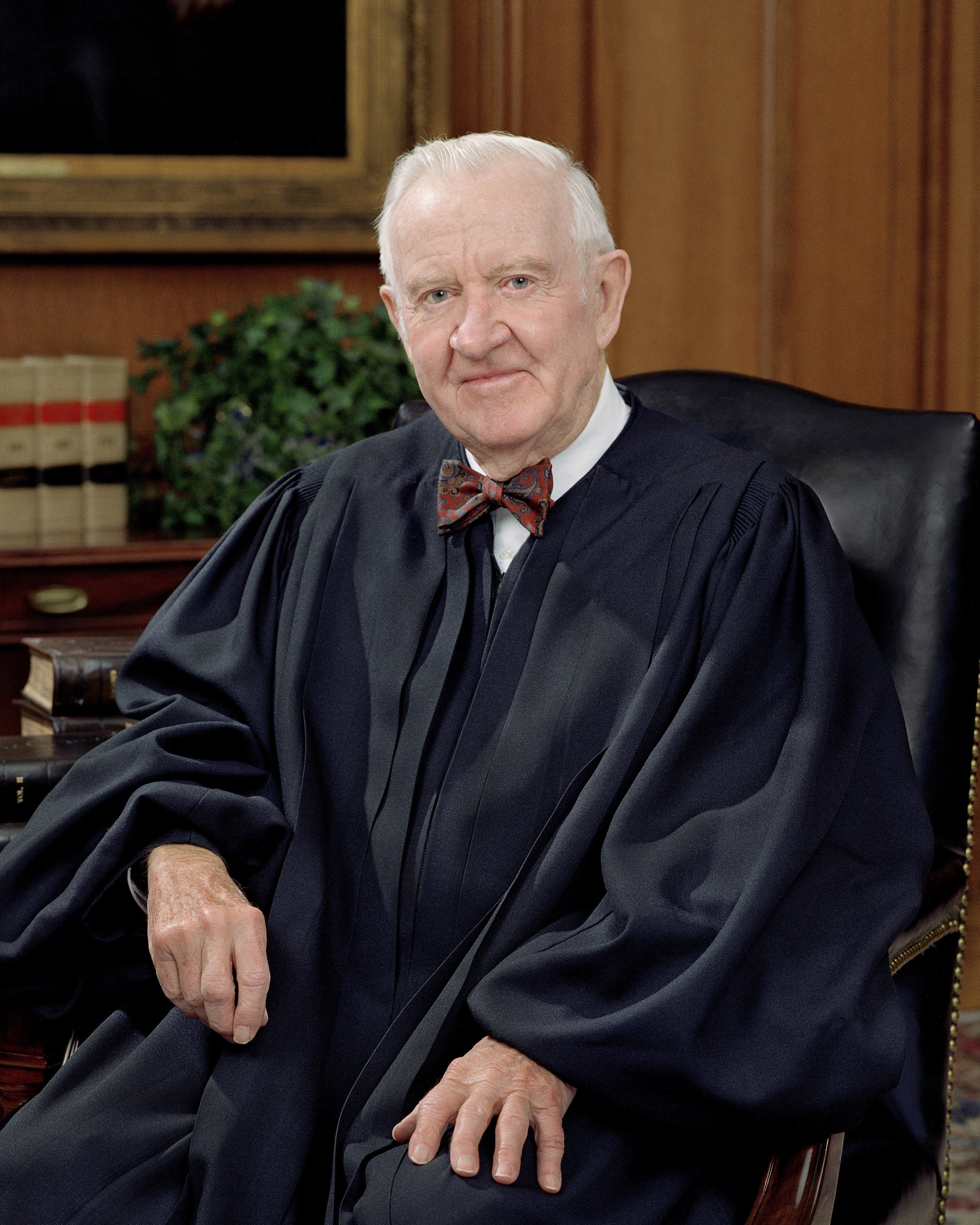
大法官約翰·保羅·史蒂文斯起草了泰勒诉伊利诺伊州案的主要意見書

大法官約翰·保羅·史蒂文斯撰写了最高法院判决的主要意見書，维持伊利诺伊州上诉法院的判决和泰勒的定罪。他同意伊利诺伊州的立场，认为强制程序条款与违反证据开示规则的制裁之间没有冲突。史蒂文斯指出，与一名被告获得证人为自己辩护相比，有一些权利更为根本。
法院否决了被告一方声称辩方证人“永远都不能”被排除在庭审外的论断。史蒂文斯写道，“强制程序条款（向被告）提供了一件有效的武器，但这件武器不能被丝毫不负责任地使用。”史蒂文斯坚称，如果允许任何一方像本案中的被告这样拒绝遵守法庭规则，那么整个刑事抗辩程序都将毁于一旦。所以为了“平衡公众利益”，应该对被告的这一绝对性权利加以限制。
法庭意见中还进一步认为，律师蓄意作出的不当行为降低了该方提交证据的可信度:624。法院认为就本案而言，主审法官可以将这一有意违反证据开示规则所提请的证人证言视为伪证:620，因为律师的做法已经导致证人可信度存疑:620-621，如果允许这样的证人出庭作证，那么将会贬低强制程序条款保证公平审判的崇高目标，导致流审的出现。
由于下级法院法官对被告一方不利的决定和第六条修正案中的强制程序条款并没有联系，因此也就没有必要对其所做出的决定加以干涉。所以即使被告一方因其律师的不当行为而受到了不公正的待遇，也不能成为默许律师做法，将被告无罪开释的理由:502。
虽然否决了泰勒在上诉中提出的宪法权利诉求，但最高法院还是创建了下级法院将来处理违反证据开示规则时的排除问题框架。主审法院必须在被告的强大辩护权和以下权利和规则之间取得平衡：1、让审判能得以正常而迅速地进行的权利；2、排除缺乏足够可信度证据的权利；3、要求遵循规则的强有力司法权威；4、保护控方权益，避免因被告违反证据开示规则而导致的伪证:485-486。

### 布伦南的不同意见
大法官布伦南起草了判决书中少数派的不同意見書，大法官马歇尔和布莱克蒙附议。布伦南认为，多数派所规定的平衡性原则将会给任何一个涉及违反证据开示规则的案件造成利益冲突。他认为强制程序条款本身就已经禁止把排除刑事被告的证据来作为对其违反证据开示规则的制裁措施。
布伦南援引1967年的华盛顿诉德克萨斯州案称：“对刑事被告辩护的排除破坏了我们刑事司法系统寻找真相的核心宗旨，因为这将导致案情被蓄意歪曲，令陪审团将一个无辜的人定罪。”他认为单纯因为被告的律师违反了证据开示原则就排除其证人，这样的惩罚过于极端，在这一点上，这样的做法让法庭只能基于部分事实来进行判罪，颠覆了整个刑事司法制度。

### 布莱克蒙的不同意见
大法官布莱克蒙还单独写下了一份不同意见书。在同意布伦南不同意见的基础上，他强调从本案的实际情况出发，一个不同的结果才是符合伊利诺伊州合法利益的。